# Elvire Popesco
Pour les articles homonymes, voir Popescu.
Elvira Popescu (en français Elvire Popesco), est une comédienne roumaine et française et directrice de théâtre, née le 10 mai 1896 à Colentina, quartier de Bucarest (Roumanie) et morte le 11 décembre 1993 à Paris, dans sa 98e année.  

## Biographie
Elvire Popesco est née en 1896  à Bucarest. Ses parents sont Gheorghe Popescu et Maria Perzesca. Elle se marie en 1910, avec le comédien Aurel Athanasesco dont elle divorcera par la suite. Ils ont une fille, Tatiana Athanasesco, née le 16 mars 1914. Elvire Popesco se remarie en secondes noces avec Ion Manolescu. Après un nouveau divorce, elle se remarie pour la troisième fois, en septembre 1939 avec Maximilien Sébastien Foy, elle devient ainsi baronne et comtesse Foy et tient dans l'ancienne villa de Paul Poiret, qu'elle a rachetée en 1934 à Mézy-sur-Seine, un salon fréquenté par le Tout-Paris.

## Carrière artistique
Dès sa jeunesse, elle révèle de nombreux talents pour la scène : de la grâce et de la prestance dans les mouvements, de la vivacité et de la clarté dans l'expression et un ton piquant et plein de drôlerie dans l'imitation. 
Un oncle, comédien, la prépare au Conservatoire d'art dramatique de Bucarest qu'elle intègre et où elle étudie sous la direction de Constantin Nottara et Aristizza Romanescu.
En 1911, elle joue sous la direction de Grigore Brezeanu, aux côtés de Nottara et Romanescu, dans le premier film roumain de fiction.  En 1912, elle joue dans Independența României dirigé par Aristide Demetriade. 
À seize ans, elle débute au théâtre national de Bucarest dans une pièce de William Shakespeare. Devenue sociétaire du théâtre national de Bucarest en 1914, elle joue dans plusieurs tragédies et quelques films muets. Elle crée aussi, à Bucarest, deux théâtres : le teatrul Excelsior en 1919 et le teatrul Mic en 1923.
Lors d'une tournée de conférences dans les Balkans, en 1922, le poète et romancier Jean Richepin découvre son jeu plein de verve au théâtre national de Bucarest et lui conseille de venir à Paris.

Affiche de Charles Gesmar (1925).

En 1923, elle monte à Paris et y débute au théâtre de l'Œuvre dans une tragédie roumaine, Passions rouges. Entretemps, Jean Richepin lui fait faire la connaissance de l'auteur dramatique et scénariste Louis Verneuil. Impressionné par son talent, bien qu'elle ne maîtrise pas complètement la langue française, il lui écrit une comédie : Ma cousine de Varsovie jouée au théâtre Michel à partir de décembre 1923. Dès ce moment, l'authenticité de sa veine comique et son accent coloré deviennent proverbiaux au théâtre de boulevard. Les critiques lui trouvent une série de surnoms : « la reine du boulevard  »,  « Notre-Dame du Théâtre » , « Monstre Sacré », etc. 
Devenue l'interprète privilégiée de Louis Verneuil, avec lequel elle entretient une longue liaison de novembre 1923 à février 1937, elle triomphe également dans Tovaritch de Jacques Deval, (1933), La Machine infernale (1954) de Jean Cocteau et dans des pièces d´Henri Bernstein et d'André Roussin : Nina (1949), La Mamma (1957), La Voyante (1971) ...
Directrice du théâtre de Paris (1956-1965), puis du théâtre Marigny, elle a, au cinéma, une carrière moins fournie : La Présidente de Fernand Rivers, (1938), Tricoche et Cacolet de Pierre Colombier, (1938), Ils étaient neuf célibataires de Sacha Guitry, (1939), Paradis perdu (1938), Austerlitz d'Abel Gance, (1959), Plein Soleil de René Clément, (1960). 
Elle est une des reines du théâtre de boulevard des années 1960 et 1970. En 1979, à l'âge de quatre-vingt-quatre ans, elle reprend encore son rôle de La Mamma qu’André Roussin lui avait écrit en 1957. 

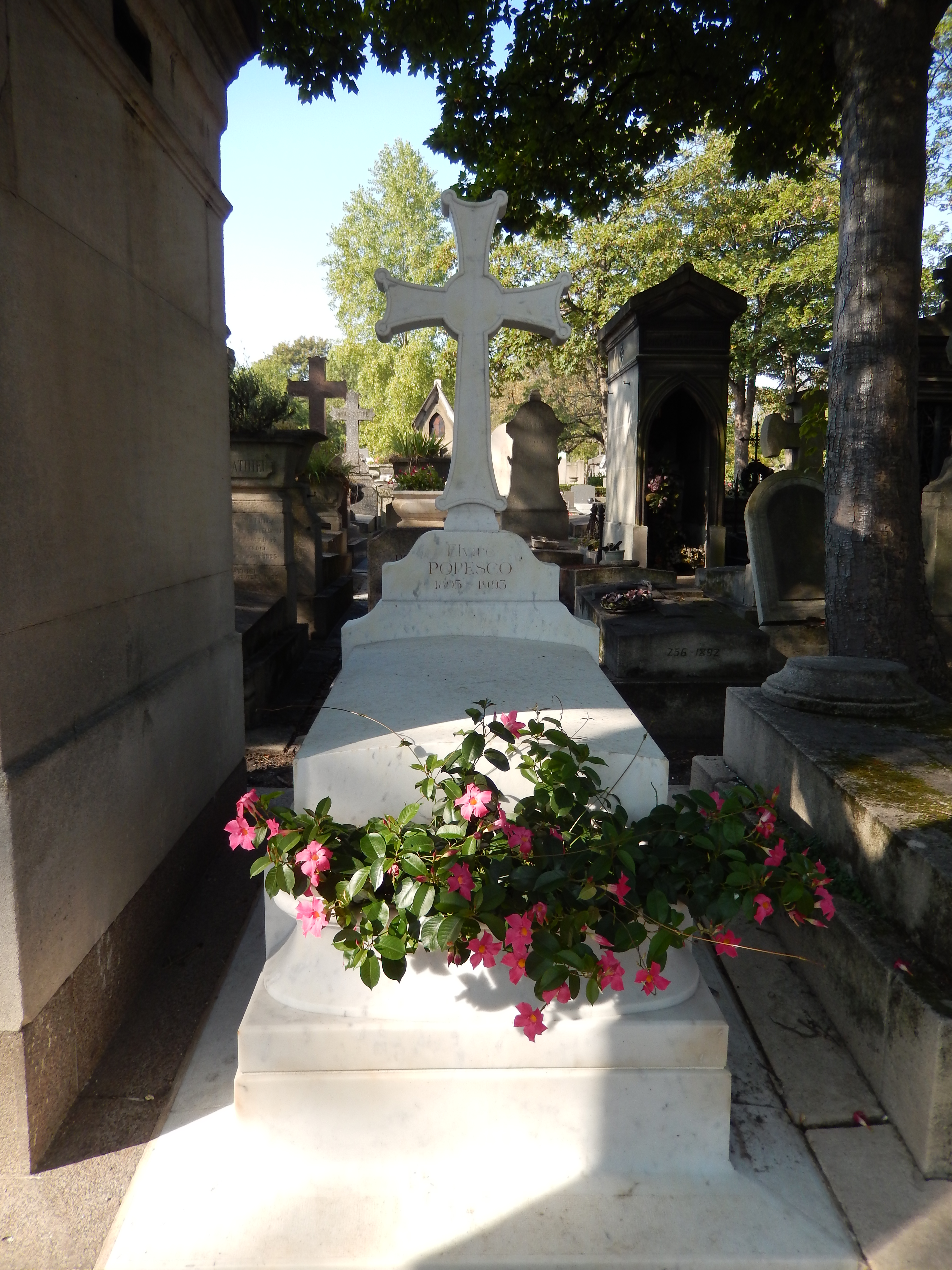
Tombe de Elvire Popesco (cimetière du Père-Lachaise, division 85).

Elvire Popesco meurt le 11 décembre 1993 à son domicile parisien, à l'âge de 99 ans. Elle est inhumée au cimetière du Père-Lachaise (division 85), à Paris.

## Filmographie

### Films muets
- 1912 : Independența României d'Aristide Demetriade : une jeune paysanne.
- 1923 : La Jeune Fille de la mansarde (Țigăncușa de la iatac) d'Alfred Halm.

### Films parlants
- 1931 : L'Étrangère de Gaston Ravel avec Fernand Fabre.
- 1931 : Ma cousine de Varsovie de Carmine Gallone avec Saturnin Fabre.
- 1932 : Sa meilleure cliente de Pierre Colombier avec René Lefèvre.
- 1934 : Une femme chipée de Pierre Colombier avec Jules Berry.
- 1935 : Dora Nelson de René Guissart avec André Lefaur.
- 1936 : Le Roi de Pierre Colombier avec Victor Francen et Raimu.
- 1936 : L'Homme du jour de Julien Duvivier avec Maurice Chevalier.
- 1936 : L'Amant de madame Vidal d'André Berthomieu avec Victor Boucher.
- 1937 : La Maison d'en face de Christian-Jaque avec André Lefaur.
- 1937 : L'Habit vert de Roger Richebé avec Victor Boucher et Jules Berry.
- 1937 : Le Club des aristocrates de Pierre Colombier avec Jules Berry et Viviane Romance.
- 1937 : À Venise, une nuit de Christian-Jaque avec Albert Préjean.
- 1938 : Tricoche et Cacolet de Pierre Colombier avec Fernandel et Saturnin Fabre.
- 1938 : La Présidente de Fernand Rivers avec André Lefaur et Henry Garat.
- 1938 : Éducation de prince d'Alexander Esway avec Louis Jouvet et Andrė Alerme.
- 1938 : Eusèbe député d'André Berthomieu avec Michel Simon et Jules Berry.
- 1938 : Mon curé chez les riches de Jean Boyer avec André Alerme.
- 1939 : Le Veau gras de Serge de Poligny avec François Périer.
- 1939 : Le Bois sacré de Léon Mathot et Robert Bibal avec Victor Boucher et Gaby Morlay.
- 1939 : Derrière la façade de Georges Lacombe et Yves Mirande avec Lucien Baroux et Jules Berry.
- 1939 : L'Héritier des Mondésir d'Albert Valentin avec Fernandel et Jules Berry.
- 1939 : Ils étaient neuf célibataires de Sacha Guitry avec Max Dearly et Victor Boucher.
- 1940 : Paradis perdu d'Abel Gance avec Fernand Gravey et Micheline Presle.
- 1941 : Parade en sept nuits de Marc Allégret, avec Victor Boucher.
- 1941 : L'Âge d'or de Jean de Limur avec André Alerme.
- 1941 : Mademoiselle Swing de Richard Pottier avec Pierre Mingand.
- 1941 : Le Valet maître de Paul Mesnier avec Henri Garat.
- 1942 : Fou d'amour (film, 1943) de Paul Mesnier avec Henri Garat.
- 1942 : Frédérica de Jean Boyer avec Charles Trenet.
- 1942 : Le Voile bleu de Jean Stelli avec Gaby Morlay.
- 1959 : Austerlitz d'Abel Gance avec Pierre Mondy et Martine Carol.
- 1960 : Plein Soleil de René Clément avec Alain Delon et Maurice Ronet.

### Télévision
- 1967 : Au théâtre ce soir : La Mamma d'André Roussin, mise en scène de l'auteur, réalisation Pierre Sabbagh, théâtre Marigny.
- 1968 : Au théâtre ce soir : La Locomotive d'André Roussin, mise en scène de l'auteur, réalisation Pierre Sabbagh, théâtre Marigny.
- 1971 : Au théâtre ce soir : La Voyante d'André Roussin, mise en scène de l'auteur, réalisation Pierre Sabbagh, théâtre Marigny.

## Théâtre
- 1923 : Ma cousine de Varsovie de Louis Verneuil, Théâtre Michel.
- 1924 : Pile ou Face de Louis Verneuil, Théâtre Antoine.
- 1927 : Tu m'épouseras ! de Louis Verneuil, Théâtre de Paris.
- 1928 : L'Amant de madame Vidal de Louis Verneuil, Théâtre de Paris.
- 1929 : Tu m'épouseras ! de Louis Verneuil, Théâtre Édouard-VII.
- 1930 : Le Rendez-vous de Marcel Achard, mise en scène Lugné-Poe, Théâtre Édouard-VII.
- 1931 : Pile ou Face de Louis Verneuil, Théâtre des Variétés.
- 1932 : Une femme ravie de Louis Verneuil, Théâtre de Paris.
- 1933 : Tovaritch de Jacques Deval, mise en scène de l'auteur, Théâtre de Paris.
- 1934 : Pile ou Face de Louis Verneuil, Théâtre de l'Odéon.
- 1938 : Un monde fou de Sacha Guitry, mise en scène de l'auteur, Théâtre de la Madeleine.
- 1940 : Elvire d'Henry Bernstein, Théâtre des Ambassadeurs.
- 1943 : Feu du ciel, opérette de Jean Tranchant, mise en scène Alfred Pasquali, Théâtre Pigalle.
- 1948 : Tovaritch de Jacques Deval, mise en scène de l'auteur, Théâtre de la Madeleine.
- 1949 : Nina d'André Roussin, mise en scène de l'auteur, Théâtre des Bouffes-Parisiens.
- 1952 : Le Bonheur des méchants de Jacques Deval, mise en scène de l'auteur, Théâtre des Bouffes-Parisiens.
- 1952 : L'Amant de madame Vidal de Louis Verneuil, mise en scène de l'auteur, Théâtre Antoine.
- 1953 : La Machine infernale de Jean Cocteau, mise en scène de l'auteur, Théâtre des Bouffes-Parisiens.
- 1955 : Ma cousine de Varsovie de Louis Verneuil, Théâtre de Paris.
- 1957 : La Mamma d'André Roussin, mise en scène de l'auteur, Théâtre de la Madeleine.
- 1958 : La Mamma d'André Roussin, mise en scène de l'auteur, Théâtre de la Madeleine.
- 1960 : Tovaritch de Jacques Deval, mise en scène de l'auteur, Théâtre de Paris.
- 1962 : La Contessa ou la Volupté d'être de Maurice Druon, mise en scène Jean Le Poulain, Théâtre de Paris.
- 1963, 1964 : La Voyante d'André Roussin, mise en scène Jacques Mauclair, Théâtre de la Madeleine.
- 1965 : La Voyante d'André Roussin, mise en scène Jacques Mauclair, Théâtre des Célestins.
- 1967 : La Locomotive d'André Roussin, mise en scène de l'auteur, Théâtre Marigny.
- 1968 : La Locomotive d'André Roussin, mise en scène de l'auteur, Théâtre des Célestins.
- 1968 : La Dame de Chicago de Frédéric Dard, mise en scène Jacques Charon, Théâtre des Ambassadeurs.
- 1974 : La Mamma d'André Roussin, mise en scène de l'auteur, Théâtre Édouard-VII.

## Distinctions

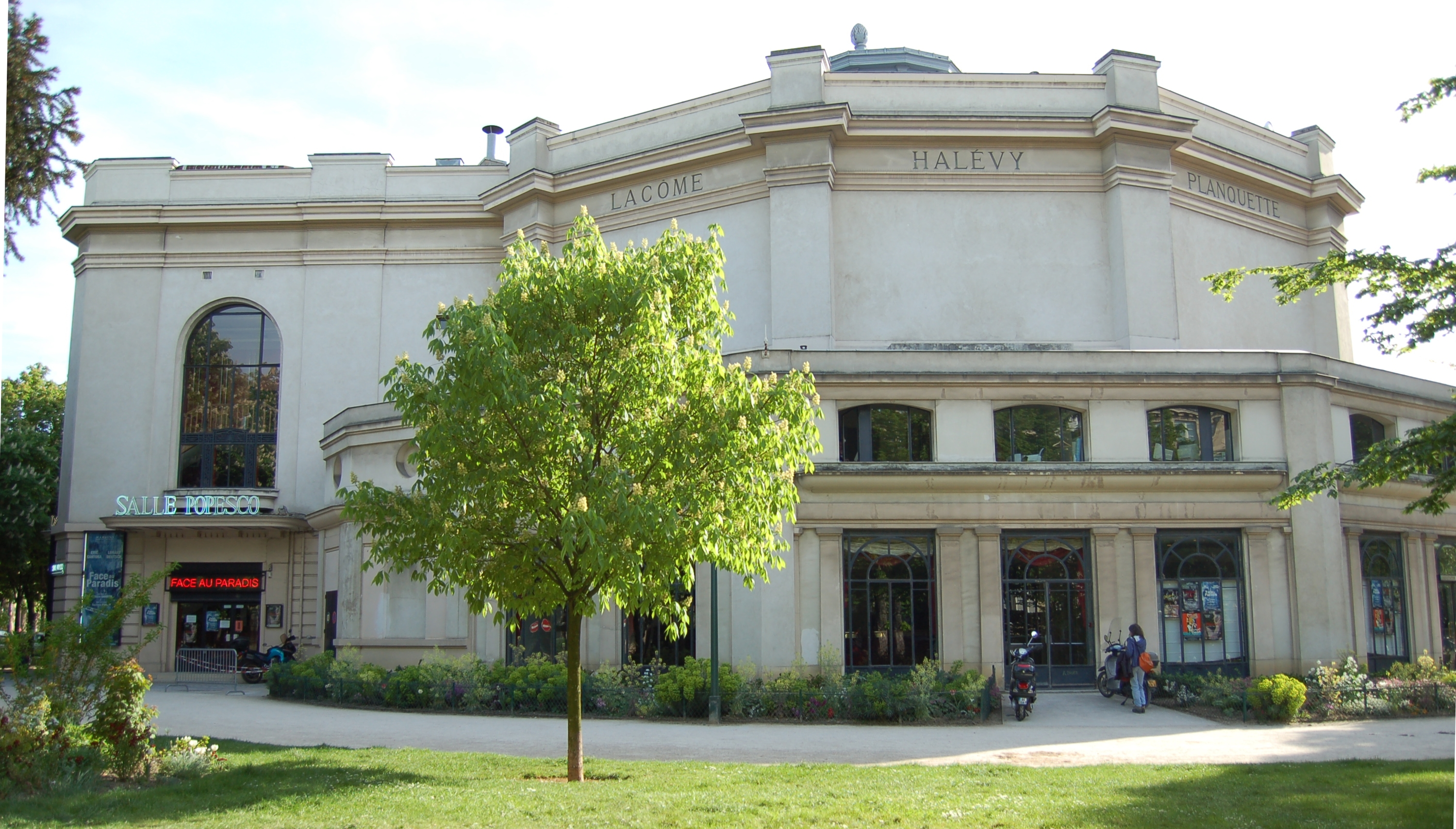
Entrée de la salle Popesco du théâtre Marigny, dans les jardins des Champs-Élysées à Paris.

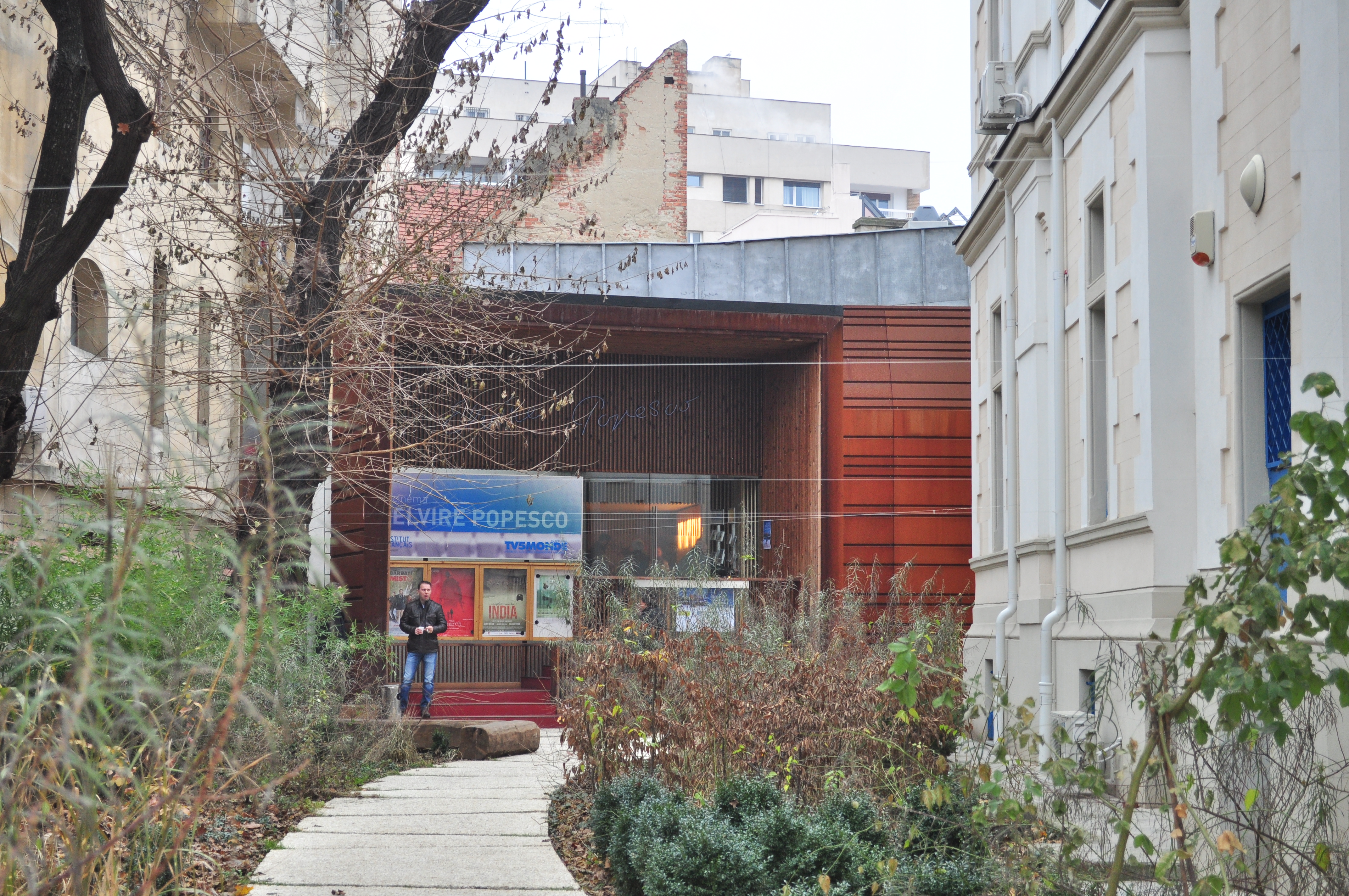
Le cinéma Elvire Popesco, sur le site de l'antenne de Bucarest de l'Institut français de Roumanie.

### Récompense
- En 1987, un Molière d’honneur lui a été remis pour l’ensemble de sa carrière.

### Décoration
- Commandeure de la Légion d'honneur (1989).
- Grande officière de l'ordre national du Mérite (1977)[9].

### Hommages
- Au sein, à Paris, du théâtre Marigny où elle joua et qu'elle dirigea, la seconde salle, ex Petit-Marigny, puis salle Gabriel, a été rebaptisée salle Popesco.
- La salle de cinéma de l'antenne principale, à Bucarest, de l'Institut français de Roumanie est nommée en hommage à Elvire Popesco.